# Samuel Egerton

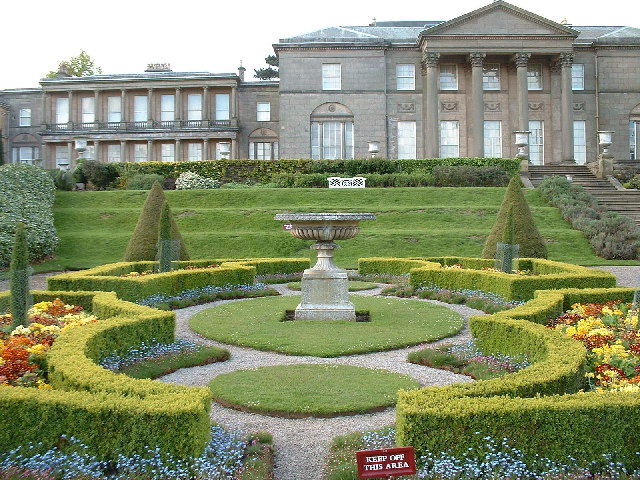
Tatton Park

Samuel Egerton (28 décembre 1711 - 10 février 1780) est un propriétaire britannique et homme politique qui siège à la Chambre des communes de 1754 à 1780. 

## Biographie
Samuel Egerton est né le 28 décembre 1711 à la maison familiale, Tatton Hall, dans le Cheshire. Il est le fils de John Egerton, petit-fils de John Egerton (2e comte de Bridgewater), et d'Elizabeth Barbour, fille de Samuel Barbour. Deuxième fils de la famille et non l'héritier du domaine, il se rend en Italie où, de 1730 à 1735, il est apprenti chez le marchand d'art et connaisseur Joseph Smith à Venise. 

## Carrière
En 1738, il devient maître de Tatton Park à la mort de son frère aîné. En 1752, il devient l'un des tuteurs de Jane Revell, fille d'un parent par alliance, Thomas Revell (en) de Fetcham Park (en). Elle est une mineure en possession d'une fortune considérable. En 1758, elle épouse George Warren, député du Lancashire . En 1758, Egerton hérite d'un vaste héritage de son oncle, Samuel Hill, et est ensuite en mesure d'investir dans des améliorations à Tatton Park. 
Il est élu sans opposition en tant que député de Cheshire aux élections générales de 1754. Il est réélu sans opposition aux élections générales de 1761, 1768 et 1774 et siège jusqu'à sa mort en 1780 . 

## Mariage et famille
Il épouse Beatrix Copley, fille du révérend John Copley. Leur unique enfant est une fille, Beatrix, qui épouse Daniel Wilson de Dallam Tower. Il est le fils d'Edward Wilson et le petit-fils de Daniel Wilson. Beatrix Wilson est morte en couches en 1779, sans laisser d'enfant survivant . Sa sœur Hester devient donc l'héritière des domaines de Tatton. Le 8 mai 1780, son nom est légalement changé en Egerton par licence royale; son fils William adopte également le nom de famille d'Egerton et est l'ancêtre des barons Egerton.